# 秦榮先
秦榮先，北周上郡洛川（今陕西省洛川县北）人。
祖父秦白、父亲秦雚，都有至性，聞名閭里。北魏太和年间，秦白被任命为潁州刺史。西魏大統年间，秦雚被任命为鄜城郡守。秦榮先和哥哥秦族性情至孝，秦榮先母亲去世，他哀痛不已，最终哀伤过度去世。周明帝得知，下詔表彰，追贈秦榮先为滄州刺史。